# UP Stock Exchange
Die UP Stock Exchange (UPSE) war eine in Kanpur ansässige Wertpapierbörse.

## Geschichte
Die Börse wurde am 27. August 1982 vom damaligen Finanzminister Pranab Mukherjee eröffnet. Sie spielte eine wichtige Rolle bei der Entwicklung des Kapitalmarktes in Nordindien. Anfangs hatte sie nur 350 Mitglieder, deren Zahl auf 540 anstieg. UPSE ist die einzige Börse in Uttar Pradesh, und die Mitgliedschaft ist nicht auf die Bevölkerung Uttar Pradeshs beschränkt. Mitglieder, die außerhalb von Kanpur leben, haben maßgeblich dazu beigetragen, den Aktienkult in ganz Uttar Pradesh zu etablieren.
Im Jahr 2014 begann der Prozess der Schließung des Handelsplatzes.